# Sudipen
Sudipen ist eine philippinische Stadtgemeinde in der Provinz La Union und grenzt im Norden sowie im Osten an die Provinz Ilocos Sur. Das Gebiet ist größtenteils hügelig und im Tal des Amburayan River sehr flach.
Sudipen ist in folgende 17 Baranggays aufgeteilt:
| - Bigbiga - Bulalaan - Castro - Duplas - Ipet - Ilocano - Maliclico - Namaltugan - Old Central | - Poblacion - Porporiket - San Francisco Norte - San Francisco Sur - San Jose - Sengngat - Turod - Up-Uplas |